# Somatidia maculata
Somatidia maculata är en skalbaggsart som beskrevs av Thomas Broun 1921. Somatidia maculata ingår i släktet Somatidia och familjen långhorningar. Inga underarter finns listade i Catalogue of Life.